# کلمن لاوریچ
کلمن لاوریچ (انگلیسی: Klemen Lavrič؛ زادهٔ ۱۲ ژوئن ۱۹۸۱) بازیکن فوتبال سابق اهل اسلوونی است.
از باشگاه‌هایی که در آن بازی کرده‌است می‌توان به دینامو درسدن، هایدوک اسپلیت، باشگاه فوتبال ام‌اس‌وی دویسبورگ، باشگاه فوتبال اشتورم گراتس، باشگاه فوتبال کارلسروهه، تیم ملی فوتبال اسلوونی و هایدوک اسپلیت اشاره کرد.
وی همچنین در تیم‌های ملی فوتبال تیم ملی فوتبال زیر ۲۱ سال اسلوونی تیم ملی فوتبال اسلوونی بازی کرده‌است.